# Liste der Monuments historiques in Nouart
Die Liste der Monuments historiques in Nouart führt die Monuments historiques in der französischen Gemeinde Nouart auf.

## Liste der Objekte
| Bezeichnung                   | Beschreibung                                                                              | Standort                          | Kennzeichnung | Schutzstatus | Datum | Bild |
| ----------------------------- | ----------------------------------------------------------------------------------------- | --------------------------------- | ------------- | ------------ | ----- | ---- |
| Kreuzigungsgruppe             | Holz, farbig gefasst, um 1631 bzw. aus dem 18. Jahrhundert; nachträglich zusammengestellt | in der Kirche St-Hippolyte (Lage) | PM08000914    | Inscrit      | 1975  |      |
| Sakristeischrank (1)          | Eichenholz, 19. Jahrhundert                                                               | in der Kirche St-Hippolyte (Lage) | PM08001043    | Inscrit      | 1977  |      |
| Konsoltisch                   | Holz, bemalt, 18. Jahrhundert                                                             | in der Kirche St-Hippolyte (Lage) | PM08000362    | Classé       | 1977  |      |
| Chorgestühl                   | Eichenholz, 18. Jahrhundert                                                               | in der Kirche St-Hippolyte (Lage) | PM08001042    | Inscrit      | 1977  |      |
| Wandvertäfelung des Chorraums | Eichenholz, 18. Jahrhundert                                                               | in der Kirche St-Hippolyte (Lage) | PM08001041    | Inscrit      | 1977  |      |
| Sakristeischrank (2)          | Eichenholz, 19. Jahrhundert; in der Mairie deponiert                                      | in der Kirche St-Hippolyte (Lage) | PM08001044    | Inscrit      | 1977  |      |